# Afrique du Sud aux Jeux paralympiques d'été de 1976
L’Afrique du Sud participe aux Jeux paralympiques d'été de 1976, à Toronto. Pour sa quatrième participation aux Jeux paralympiques, le pays est représenté par une délégation de trente-neuf athlètes, qui remportent vingt-six médailles dont six en or. Par ailleurs, la participation de l'Afrique du Sud à ces Jeux provoque le seul boycott à avoir affecté les Jeux paralympiques : huit nations refusent de participer aux côtés des Sud-Africains.
Les Sud-Africains participent aux épreuves d'athlétisme, de basket-ball, de boulingrin, de dartchery, de natation, de tennis de table et de tir à l'arc. Bien que la délégation inclut pour la première fois des athlètes noirs (neuf, sur trente-neuf), tous les médaillés sud-africains à Toronto sont blancs. Le pays devra attendre les Jeux de Sydney en 2000 pour voir une athlète noire, Zanele Situ, décrocher une médaille paralympique.

## Contexte
À la suite des élections de 1948, l'Afrique du Sud a mis en place une politique d'apartheid, où le gouvernement privilégie les intérêts de la communauté afrikaner (blanche), et soumet la majorité noire à des mesures systématiques de discrimination et de ségrégation. Cette politique mène à l'isolement du pays sur la scène internationale, et à son exclusion du mouvement olympique en 1962. Il n'est toutefois pas exclu des Jeux paralympiques, auxquels il participe à partir de 1964, envoyant des délégations exclusivement composées d'athlètes blancs. Cette anomalie suscite une controverse grandissante, et en amont des Jeux de Toronto plusieurs pays exigent que l'Afrique du Sud soit exclue du mouvement paralympique.
Les Jeux paralympiques de Toronto, en août, font suite aux Jeux olympiques à Montréal en juillet. Vingt-huit pays africains boycottent les Jeux de Montréal en raison de la participation de la Nouvelle-Zélande, qui entretient des relations sportives avec l'Afrique du Sud en rugby. Cela étant, la participation sud-africaine aux Jeux de Toronto suscite elle aussi un boycott. Le Kenya, le Soudan et la Yougoslavie n'envoient pas de délégation à Toronto. Cuba, la Jamaïque, la Hongrie et l'Inde envoient des athlètes, dans l'espoir que l'Afrique du Sud soit exclue à la dernière minute, puis se retirent avant le début de la compétition. La Pologne participe aux premières épreuves, puis se retire elle aussi pour protester contre la participation des Sud-Africains. Les autorités fédérales canadiennes, opposées à la venue des Sud-Africains, annulent leur contribution au financement des Jeux. Néanmoins, l'Égypte, l'Éthiopie et l'Ouganda, qui boycottent les Jeux de Montréal, participent à ceux de Toronto.
La délégation sud-africaine vit à Toronto ses derniers Jeux de l'ère de l'apartheid ; le pays sera interdit de participation en 1980. 

## Médaillés d'or sud-africains
Ces résultats proviennent de la base de données du Comité international paralympique.
| Sport      | Discipline                           | Athlète(s)                        | Catégorie | Performance |
| Athlétisme | Lancer de massue (précision) femmes  | L. Claasen                        | 1A-1B     | 70 points   |
| Athlétisme | Lancer de poids femmes               | L. Claasen                        | 1A        | 2,81 m      |
| Athlétisme | Lancer de massue hommes              | G. Cocchius                       | 1B        | 27,02 m     |
| Athlétisme | Lancer de javelot (précision) femmes | B. Delport                        | 1C-5      | 74 points   |
| Boulingrin | Double femmes                        | R. Alexander et Margaret Harriman | wh        | 4 victoires |
| Boulingrin | Simple femmes                        | Margaret Harriman                 | wh        | 5 victoires |